# Campeonato Mundial de Tiro con Arco al Aire Libre de 1973
El XXVII Campeonato Mundial de Tiro con Arco al Aire Libre se celebró en Grenoble (Francia) entre el 23 y el 29 de julio de 1973 bajo la organización de la Federación Internacional de Tiro con Arco (FITA) y la Federación Francesa de Tiro con Arco.

## Medallistas

### Masculino
| Evento                  | Oro                                                        | Plata                                               | Bronce                                                        |
| ----------------------- | ---------------------------------------------------------- | --------------------------------------------------- | ------------------------------------------------------------- |
| Arco recurvo individual | Viktor Sidoruk URSS                                        | Kyösti Laasonen · Finlandia                         | Stephen Lieberman Estados Unidos                              |
| Arco recurvo por equipo | Stephen Lieberman Edwin Eliason Larry Smith Estados Unidos | Viktor Sidoruk Alexandr Panshin Alexandr Aulov URSS | Kyösti Laasonen · Aaro Myllymäki · Kauko Laasonen · Finlandia |

### Femenino
| Evento                  | Oro                                                      | Plata                                                 | Bronce                                                      |
| ----------------------- | -------------------------------------------------------- | ----------------------------------------------------- | ----------------------------------------------------------- |
| Arco recurvo individual | Linda Myers Estados Unidos                               | Valentina Kovpan URSS                                 | Emma Gapchenko URSS                                         |
| Arco recurvo por equipo | Valentina Kovpan Emma Gapchenko Ketevan Losaberidze URSS | Linda Myers Doreen Wilber Debbie Green Estados Unidos | Pauline Edwards Barbara Strickland Pamela White Reino Unido |

## Medallero
| Núm. | País           | Oro | Plata | Bronce | Total |
| ---- | -------------- | --- | ----- | ------ | ----- |
| 1    | URSS           | 2   | 2     | 1      | 5     |
| 2    | Estados Unidos | 2   | 1     | 1      | 4     |
| 3    | Finlandia      | 0   | 1     | 1      | 2     |
| 4    | Reino Unido    | 0   | 0     | 1      | 1     |
|      | TOTAL          | 4   | 4     | 4      | 12    |